# John Cameron Mitchell
John Cameron Mitchell (El Paso, Texas, Estados Unidos, 21 de abril de 1963) es una persona de género no binario que se dedica a la escritura, actuación y dirección de cine. Debutó en dirección con la película, Hedwig and the Angry Inch.

## Primeros años
Mitchell nació en El Paso, Texas. Es hijo del General John Henderson Mitchell del Ejército de los Estados Unidos, y creció en diversas bases militares y en la ciudad de Colorado Springs, en Colorado, donde asistió a escuelas católicas. Su madre es de Escocia y emigró a los Estados Unidos cuando era joven. Vive en la ciudad de Nueva York.

## Carrera
En 1998, Mitchell escribió y protagonizó Hedwig and the Angry Inch, un musical sobre Hedwig, una cantante y compositora de rock transgénero que persigue a uno de sus ex-amantes, quien ha plagiado sus canciones. Tres años después dirigió la versión fílmica de la obra. Tanto la obra como el filme fueron éxitos entre los críticos y han sembrado seguidores de culto. Mitchell también ha aparecido como Dickon en el musical de Broadway El jardín secreto y también en el musical de off-Broadway Hello Again, el cual le valió una nominación al Drama Desk en 1994. Se le puede escuchar en las grabaciones del elenco original de ambos espectáculos.
Tras el éxito de su ópera prima, Mitchell manifestó interés por financiar, escribir y dirigir un filme de alta calidad, que incorporaría sexo explícito de manera natural. Luego de una búsqueda de talento y un proceso de grabación que duró dos años, Shortbus fue presentada en mayo del 2006 en el Festival de Cine de Cannes.
Mitchell fue el productor ejecutivo del filme de 2003 Tarnation, un documental aclamado por la crítica y ganador de varios premios que trata sobre la vida de un hombre homosexual llamado Jonathan Caouette. En el año 2005, dirigió el video musical de la canción "First Day of My Life" del grupo Bright Eyes y el de la canción "Filthy/Gorgeous" del grupo Scissor Sisters, el cual fue vetado del canal MTV en Estados Unidos debido a su explícito contenido sexual.
Mitchell, quien es abiertamente gay, ha aparecido como panelista en el programa Politically Incorrect del canal estadounidense Comedy Central y en otros programas del canal VH1.

## Filmografía
| Año  | Título                              | Notas                           |
| ---- | ----------------------------------- | ------------------------------- |
| 2019 | Anthem: Homunculus                  | Podcast                         |
| 2018 | GLOW                                | Serie de televisión; 1 episodio |
| 2017 | How to Talk to Girls at Parties     |                                 |
| 2013 | Agent Provocateur: Control Yourself | Video musical                   |
| 2013 | Nurse Jackie                        | Serie de televisión; 1 episodio |
| 2011 | L.A. by Dior                        | Cortometraje                    |
| 2010 | Lady Grey London                    | Cortometraje                    |
| 2010 | Rabbit Hole                         |                                 |
| 2006 | Shortbus                            |                                 |
| 2001 | Hedwig and the Angry Inch           |                                 |

| Año  | Título                                               | Rol                           | Formato                  | Notas        |
| ---- | ---------------------------------------------------- | ----------------------------- | ------------------------ | ------------ |
| 2023 | City on Fire                                         | Amory Gould                   | Serie de televisión      | 8 episodios  |
| 2023 | Yellowjackets                                        | Calígula de tamaño real       | Serie de televisión      | 1 episodio   |
| 2022 | The Good Fight                                       | Felix Staples                 | Serie de televisión      | 5 episodios  |
| 2022 | The Sandman                                          | Hal Carter                    | Serie de televisión      | 3 episodios  |
| 2022 | Joe vs Carole                                        | Joe Exotic                    | Serie de televisión      | 8 episodios  |
| 2021 | Santa Inc.                                           | Dr. Almonds (voz)             | Serie de televisión      | 3 episodios  |
| 2021 | The Cinnamon Bear: A Holiday Adventure               | Grand Wonky                   | Podcast                  |              |
| 2021 | John Cameron Mitchell & Stephen Trask: Nation of One | Sí mismo                      | Cortometraje             |              |
| 2021 | Hot White Heist                                      | Orlov (voz)                   | Serie de televisión      | 6 episodios  |
| 2021 | Shrill                                               | Gabe Parrish                  | Serie de televisión      | 22 episodios |
| 2019 | Anthem: Homunculus                                   | Ceann McKay                   | Podcast                  |              |
| 2019 | Dreamboy                                             | The Streetlight Repairman     | Podcast                  |              |
| 2018 | Mozart in the Jungle                                 | Egon                          | Serie de televisión      | 5 episodios  |
| 2016 | My entire high school sinking into the sea           | Brent Daniels (voz)           | Película                 |              |
| 2016 | Vinyl                                                | Andy Warhol                   | Serie de televisión      | 3 episodios  |
| 2014 | Girls                                                | David Pressler-Goings         | Serie de televisión      | 5 episodios  |
| 2006 | Shortbus                                             | Sextra (sin crédito)          | Película                 |              |
| 2001 | Hedwig and the Angry Inch                            | Hedwig                        | Película                 |              |
| 1999 | I remember                                           | Joe                           | Cortometraje             |              |
| 1997 | Nothing Sacred                                       | Matt Evans                    | Serie de televisión      | 1 episodio   |
| 1997 | David Searching                                      | Hombre con fruta              | Película                 |              |
| 1996 | Party Girl                                           | Derrick                       | Serie de televisión      | 4 episodios  |
| 1996 | Girl 6                                               | Rob                           | Película                 |              |
| 1995 | La Ley y el Orden                                    | Eddie                         | Serie de televisión      | 1 episodio   |
| 1993 | Class of '96                                         | Horace                        | Serie de televisión      | 1 episodio   |
| 1993 | Daybreak                                             | Lennie                        | Película para televisión |              |
| 1990 | The Dreamer of Oz                                    | Albert el Reportero           | Película para televisión |              |
| 1990 | Book of Love                                         | Floyd                         | Película                 |              |
| 1990 | Head of the Class                                    | Manfred Lutz                  | Serie de televisión      | 3 episodios  |
| 1989 | Misplaced                                            | Jacek                         | Película                 |              |
| 1989 | No Holds Barred                                      | Hombre en audiencia           | Película                 |              |
| 1989 | Teach 109                                            | 1° androide                   | Película para televisión |              |
| 1988 | Freddie's Nightmares                                 | Bryan Ross                    | Serie de televisión      | 1 episodio   |
| 1988 | Our House                                            | Willie Gillis                 | Serie de televisión      | 1 episodio   |
| 1988 | A Friendship in Vienna                               | Tommi Lowberg                 | Película para televisión |              |
| 1988 | Higher Education                                     | Estudiante 1                  | Película                 |              |
| 1987 | MacGyver                                             | Aaron                         | Serie de televisión      | 1 episodio   |
| 1987 | The Stepford Children                                | Kenny Moreland                | Película para televisión |              |
| 1986 | ABC Afterschool Specials                             | Amigo en la parada de autobús | Serie de televisión      | 1 episodio   |
| 1986 | The Twilight Zone                                    | Tom                           | Serie de televisión      | 1 episodio   |
| 1986 | The Equalizer                                        | Ed Donahue                    | Serie de televisión      | 1 episodio   |
| 1986 | One More Saturday Night                              | Adolescente 2                 | Película                 |              |
| 1986 | Band of the Hand                                     | J.L.                          | Película                 |              |
| 1984 | The Roomate                                          | Calvin Fitch                  | Película para televisión |              |